# Муфтият
Муфтият или Муфтиат (от араб. مفتي‎ muftī) — возглавляемая муфтием самоуправляющаяся религиозная организация, объединяющая на добровольных началах мусульманские религиозные учреждения (культовые и учебные заведения), а также проживающих на определённой территории мусульман, для совместного исповедания и распространения ислама. 
В каждой из стран СНГ есть свой самостоятельный муфтият (объединение мечетей). В России действуют общероссийские, межрегиональные и региональные муфтияты, как правило называемые духовными управлениями мусульман (ДУМ).

## История

### Муфтияты в Российской империи
Первое организационное оформление мусульман в Российской империи — Оренбургское магометанское духовное собрание — было учреждено Указом Императрицы Екатерины II «Об учреждении Оренбургского магометанского духовного собрания» от 22 сентября 1788 года, открытие которого состоялось 4 декабря 1789 года в Уфе. Создано по просьбе уфимского наместника О. А. Игельстрома как государственное учреждение для «испытания» лиц духовного звания и отбора среди них «благонадежных». Организация действовала до 1917 года; последним муфтием был Баязитов, Мухаммат-Сафа (1915—1917). В Российской империи также функционировали Закавказские мусульманские духовные правления (с 1872) и Таврическое магометанское духовное правление (1794).

### Муфтияты в советский период
С 1944 по 1992 год в СССР действовало Духовное управление мусульман Закавказья. Некоторое время функционировали Духовное управление мусульман Средней Азии и Казахстана.
Муфтияты России были образованы из крупных региональных религиозных центров (мухтасибатов) после преобразования в 1992 году Духовного управления мусульман европейской части СССР и Сибири на VI чрезвычайном съезде мусульман. Духовные управления мусульман существуют во многих странах бывшего Советского Союза. 

### Муфтияты в Российской Федерации
В Российской Федерации муфтияты (духовные управления мусульман) выступают в качестве самостоятельных региональных религиозных организаций, но с объединённым всероссийским управлением — централизованными духовными управлениями мусульман. Зарегистрированное в Уфе (Республика Башкортостан) Центральное духовное управление мусульман России распространяет свою юрисдикцию на муфтияты на территории России (кроме Северного Кавказа), Белоруссии, Молдовы, Латвии. 
Духовное управление мусульман европейской части России — одна из централизованных религиозных организаций мусульман России, с центром в Москве; откололась в 1994 году от ЦДУМ. Духовное управление мусульман Сибири и Дальнего Востока — централизованная религиозная организация, учреждена в 1997 году в Тобольске; председателем с момента учреждения является Нафигулла Аширов. Централизованная Религиозная Организация «Российская Ассоциация Исламского Согласия (Всероссийский Муфтият)» (Пермь) была ликвидирована судом в 2016 году.
По словам российского религиоведа Р. А. Силантьева, Координационный центр мусульман Северного Кавказа на 1 января 2012 года объединял 1216 юридических лиц или 28% от числа всех зарегистрированных исламских организаций в России; Духовное управление мусульман Республики Татарстан (1126 юрлиц вместе с общинами Казанского муфтията, или 26%), Центральное духовное управление мусульман России (1040 юрлиц, или 24%); Совет муфтиев России (697 юрлиц, или 16%) и Российская ассоциация исламского согласия (Всероссийский Муфтият) (125 юрлиц, или 3%).

## Муфтияты в странахСНГ
Расположенное в Баку Управление Мусульман Кавказа — высший духовно-административный орган мусульман стран Закавказского региона. Духовное управление мусульман Казахстана — религиозная организация мусульман Казахстана, некогда входившая в Духовное управление мусульман Казахстана и Средней Азии (Ташкент). На Украине зарегистрировано Духовное управление мусульман Украины.
- Духовное управление мусульман Украины
- Духовное управление мусульман Украины «Умма»
- Духовное управление мусульман Крыма
- Духовное управление мусульман Казахстана
- Духовное управление мусульман Кыргызстана
- Управление мусульман Узбекистана
- Муфтият Туркменистана

## Духовные управления мусульман в России

### Общероссийские
К общероссийским духовным управлениям мусульман относят религиозные организации мусульман России, представляющие интересы мусульман на федеральном (общероссийском) уровне — перед федеральными органами власти. Как правило, это объединения муфтиятов субъектов Российской Федерации.
| Название                                                                                    | Регистрация     | Муфтий                          | Резиденция |
| ------------------------------------------------------------------------------------------- | --------------- | ------------------------------- | ---------- |
| Центральное духовное управление мусульман России                                            | 11 января 1993  | Тадзетдинов, Талгат Сафич       | Уфа        |
| Централизованная религиозная организация Духовное управление мусульман Российской Федерации | 31 марта 1994   | Гайнутдинов, Равиль Исмагилович | Москва     |
| Централизованная мусульманская религиозная организация Совет муфтиев России                 | 13 марта 2000   | Гайнутдинов, Равиль Исмагилович | Москва     |
| Централизованная религиозная организация Духовное собрание мусульман России                 | 10 октября 2016 | Крганов, Альбир Рифкатович      | Москва     |

### Межрегиональные муфтияты
Приводятся мусульманские организации, которые действуют более чем в одном регионе Российской Федерации.
| Название | Регистрация      | Муфтий                         | Резиденция  |
| --- | ---------------- | ------------------------------ | ----------- |
| Централизованная религиозная организация «Координационный центр мусульман Северного Кавказа»                                      | 16 октября 1998  | Бердиев, Исмаил Алиевич        | Москва      |
| Централизованная религиозная организация Духовное управление мусульман Азиатской части России                                     | 16 декабря 1998  | Аширов, Нафик Худчатович       | Тобольск    |
| Централизованная религиозная организация Духовное управление мусульман города Москвы и Центрального региона «Московский Муфтият»  | 14 июня 2011     | Крганов, Альбир Рифкатович     | Москва      |
| Централизованная религиозная организация Духовное управление мусульман Республики Крым и города Севастополь (Таврический Муфтият) | 30 сентября 1991 | Аблаев, Эмирали Сеитибрамович  | Симферополь |
| Централизованная религиозная организация Духовное управление мусульман Республики Адыгея и Краснодарского края                    | 13 марта 2000    | Карданов, Аскарбий Хаджибиевич | Майкоп      |

### Муфтияты регионов со титульным мусульманским населением
Приводятся наиболее крупные мусульманские организации региона, которые могут сосуществовать со множеством иных муфтиятов, зарегистрированных в регионе.
| Название                                                                                                 | Регистрация      | Муфтий                          | Резиденция |
| --- | ---------------- | ------------------------------- | ---------- |
| Централизованная религиозная организация — Духовное управление мусульман Республики Татарстан            | 16 марта 1998    | Самигуллин, Камиль Искандерович | Казань     |
| Централизованная религиозная организация Духовное управление мусульман Республики Башкортостан           | 22 ноября 1993   | Биргалин, Айнур Азаматович      | Уфа        |
| Централизованная исламская религиозная организация «Муфтият Республики Дагестан»                         | 31 мая 1999      | Абдулаев, Ахмед Магомедович     | Махачкала  |
| Централизованная религиозная организация «Духовное управление мусульман Карачаево-Черкесской Республики» | 25 августа 1994  | Бердиев, Исмаил Алиевич         | Черкесск   |
| Централизованная религиозная организация Духовное управление мусульман Кабардино-Балкарской Республики   | 09 октября 1991  | Дзасежев, Хазраталий Олиевич    | Нальчик    |
| Централизованная религиозная организация «Духовное управление мусульман Чеченской Республики»            | 26 сентября 2000 | Межиев, Салах Митаевич          | Грозный    |

### Муфтияты регионов с преимущественно немусульманским населением
Приводятся наиболее крупные мусульманские организации региона, которые могут сосуществовать со множеством иных муфтиятов, зарегистрированных в регионе.
- Духовное управление мусульман Чувашской Республики
- Духовное управление мусульман Нижегородской области
- Духовное управление мусульман Республики Карелия

- Духовное управление мусульман Московской области
- Центральное Духовное управление мусульман Ростовской области
- Центральное Духовное управление мусульман Ульяновской области
- Духовное управление мусульман ХМАО
- Духовное управление мусульман Республики Мордовия
- Духовное управление мусульман Самарской области
- Духовное управление мусульман Пермского края
- Духовное управление мусульман города Москвы
- Духовное управление мусульман Оренбургской области
- Духовное управление мусульман Приморья

## Легитимность в исламе
Муфтий — высшее лицо среди мусульман в области шариата. Вопрос, законны ли с исламской точки зрения «муфтияты», созданные имперскими властями для управления мусульманами, обсуждался среди исламских богословов ещё в XIX веке. Касательно этого исламовед Владимир Бобровников резюмирует: «ничего собственно исламского в муфтиятах нет, ведь в исламе нет ни церкви, ни духовенства». Дореволюционный этнограф Сергей Рыбаков, комментируя имперскую политику, также отмечал: «Со второй половины XVIII столетия правительство считало необходимым регламентировать духовный быт… Результатом изложенного взгляда на управление мусульманами было создание так называемого мусульманского духовенства и мусульманских духовных управлений, никогда не существовавших в исламе…».